# Viaje
『Viaje』（ヴィアッへ）は、NOKKOの7枚目のオリジナル・アルバム。

## 概要
- 「フレンズ」のセルフカバーを含む先行シングル3作を収録。
- イギリス、日本、ドイツの3か国でレコーディングされ、ネーナを手掛けたプロデューサーなどが参加した[2]。

## 収録曲
1. 昼の月
2. ヌーチェの朝
3. SPACE GIRL
4. キスがきこえる
5. サニーサイド
6. COBALT HOUR
  - 荒井由実の楽曲のカバー。
7. ブラジルの朝
8. 目ポタ-REMIX-
9. フレンズ (Creamy)-REMIX-
10. I LOVE YOU